# Oulad Ayad
Oulad Ayad (en àrab اولاد عياد, Ūlād ʿAyyād; en amazic ⵡⵍⴰⴷ ⵄⵢⵢⴰⴷ) és un municipi de la província de Fquih Ben Salah, a la regió de Béni Mellal-Khénifra, al Marroc. Segons el cens de 2014 tenia una població total de 23.818 persones.